# Jacob’s Creek
Jacob’s Creek — австралийский винный бренд. Берет свое название от одноимённого ручья Джейкобс-крик, рядом с которым расположены виноградники.
Первое вино под этой маркой было выпущено в 1976 году компанией Orlando Wines, которая с 1989 года является дочерней компанией транснационального конгломерата Pernod Ricard. Винодельня по-прежнему работает в небольшом городке Роуленд-Флэт, между Линдохом и Танандой, в винодельческом регионе Баросса в Южной Австралии.

## История
В 1847 году поселенец баварского происхождения Иоганн Грамп посадил первый коммерческий виноградник в долине Баросса на берегу ручья Джейкоба. Вскоре за этим, в 1850 году, были построены небольшая винодельня и подземный погреб для вина. 

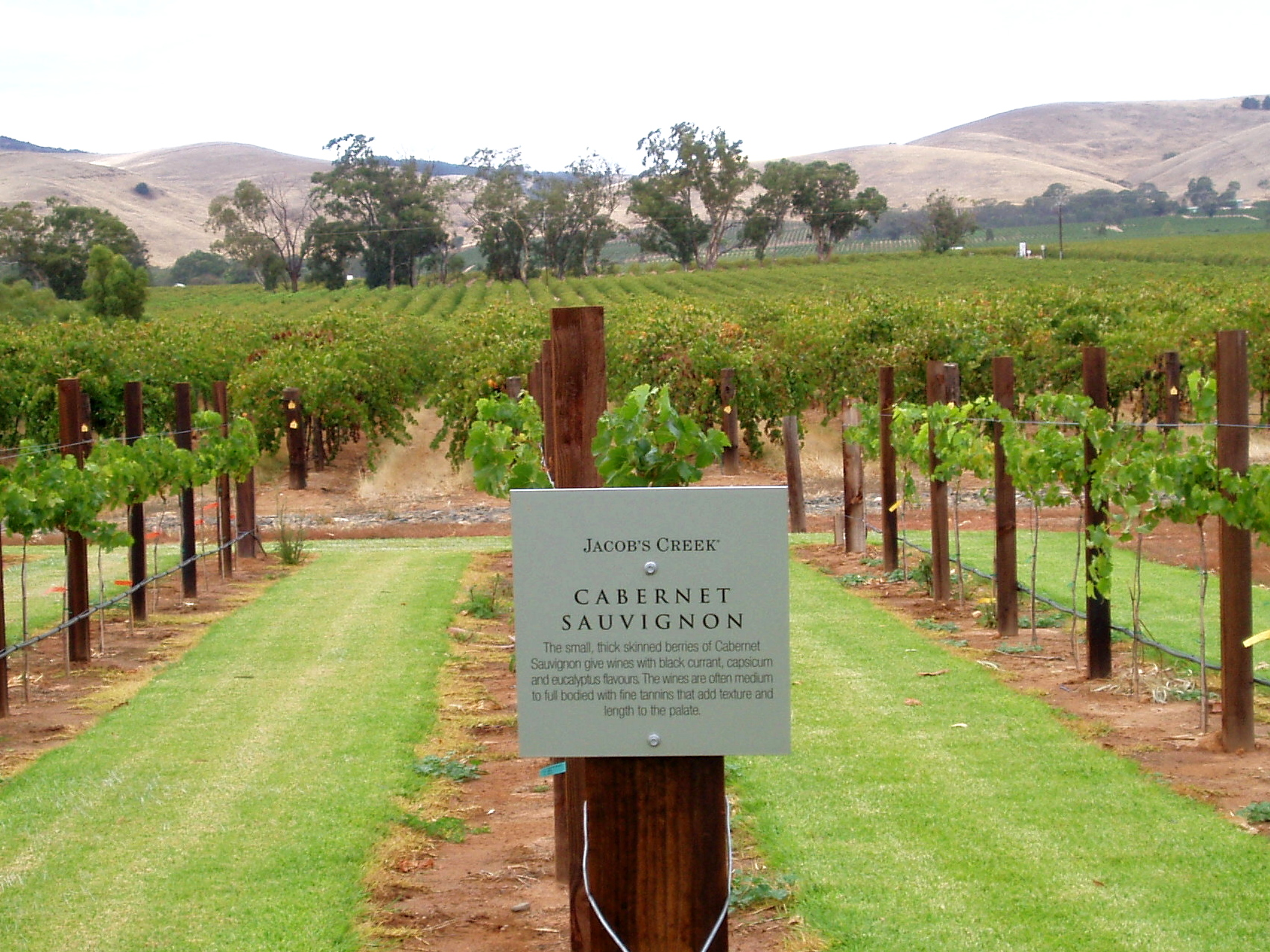
Один из виноградников

Семейный винодельческий бизнес Грампов процветал и был зарегистрирован как G. Gramp & Sons в 1912 году.
В 1976 году было выпущено первое вино под названием «Jacob’s creek» — это был бленд из 3 красных сортов винограда: шираза, мальбека и каберне-совиньона урожая 1973 года.
В 1994 году Jacob’s Creek получил престижную награду Maurice O’Shea Award за выдающийся вклад в австралийскую винодельческую промышленность. Это был первый случай, когда награду получил бренд, а не индивидуальное лицо.
В 2014 году Всемирная ассоциация виноделов и журналистов признала «Jacob’s Creek» самой награждаемой винодельней в мире.

## Виноделие
Jacob’s Creek производит широкий ассортимент вин под несколькими названиями. По состоянию на июль 2019 года компания выпускает 25 разных вин.
Наибольшую известность компании принесли недорогие вина (до 10$), изготовленные из традиционных для Австралии сортов шираз и каберне-совиньон, которые выращиваются на виноградниках в Кунаварре, Аделаидских холмах и долине Баросса — том регионе, который компания считает своим домом.